# Dante Amaral
Dante Guimarães Santos do Amaral (Itumbiara, 30 de setembro de 1980) é um ex-voleibolista brasileiro que atuava como ponteiro.

## Carreira
Dante, inicialmente, praticava natação em sua cidade natal. Aos 14 anos, começou a praticar voleibol no colégio onde estudava. Surgiu como uma grande promessa do esporte após o Campeonato Mundial de 1998, porém, veio a estrear oficialmente na Seleção Brasileira em 1999, aos 19 anos. Jogador de estatura na média mundial, bastante jovem e com um grande poder ofensivo (embora possuísse um biótipo esguio, conservado até os dias de hoje).
Porém, nos Jogos Olímpicos de Verão de 2000, em Sydney, ficou marcado como culpado pela eliminação brasileira para equipe Argentina, pois foi parado no bloqueio diversas vezes durante todo o jogo, e nesse mesmo erro deu a vitória aos argentinos. Mesmo com a eliminação brasileira e o sexto lugar geral, Dante foi considerado o terceiro melhor atacante do torneio olímpico.
Um ano mais tarde, Dante foi convocado novamente para Seleção Brasileira, que na época começava a ser treinada por Bernardinho. A partir de então, Dante melhorou muito rapidamente sua técnica, aprendendo a dosar a força de seu ataque e a dominar os fundamentos de fundo de quadra, como passe e defesa. Depois de um tempo de treino desses fundamentos defensivos, ele foi transferido de posição, passado da saída-de-rede para ponta-de-rede. A partir de então, foi sendo peça de um conjunto homogêneo que veio crescendo ao longos desses anos, conquistando uma credibilidade com o público torcedor, técnico do time e o principal: o respeito dos adversários.
Dante acumula títulos importantíssimos com a camisa do Brasil, sendo titular absoluto da Seleção até 2013. Aposentou-se em 2018, após a eliminação do Taubaté na Superliga Masculina.

## Clubes
| Anos      | País   | Clube              |
| --------- | ------ | ------------------ |
| 1999–2000 | Brasil | Três Corações      |
| 2000–2001 | Brasil | Suzano São Paulo   |
| 2001–2002 | Brasil | Minas Tênis Clube  |
| 2002–2005 | Itália | Modena             |
| 2005–2008 | Grécia | Panathinaikos      |
| 2008–2011 | Rússia | Dínamo Moscou      |
| 2011–2012 | Brasil | Rio de Janeiro     |
| 2012–2014 | Japão  | Panasonic Panthers |
| 2014–2015 | Brasil | Funvic Taubaté     |
| 2015      | Brasil | São José Vôlei     |
| 2015      | Japão  | Panasonic Panthers |
| 2016–2017 | Grécia | PAOK Vôlei         |
| 2017–2018 | Brasil | Funvic Taubaté     |

## Principais títulos
Seleção Brasileira
- Campeonato Sul-Americano: 1999, 2001, 2003, 2005 e 2006
- Campeonato Mundial: 2002, 2006 e 2010
- Copa do Mundo: 2003 e 2007
- Jogos Olímpicos: 2004
- Liga Mundial: 2001, 2003, 2004, 2005, 2006, 2007 e 2010
- Jogos Pan-Americanos: 2003 e 2007